# Tabula Smaragdina

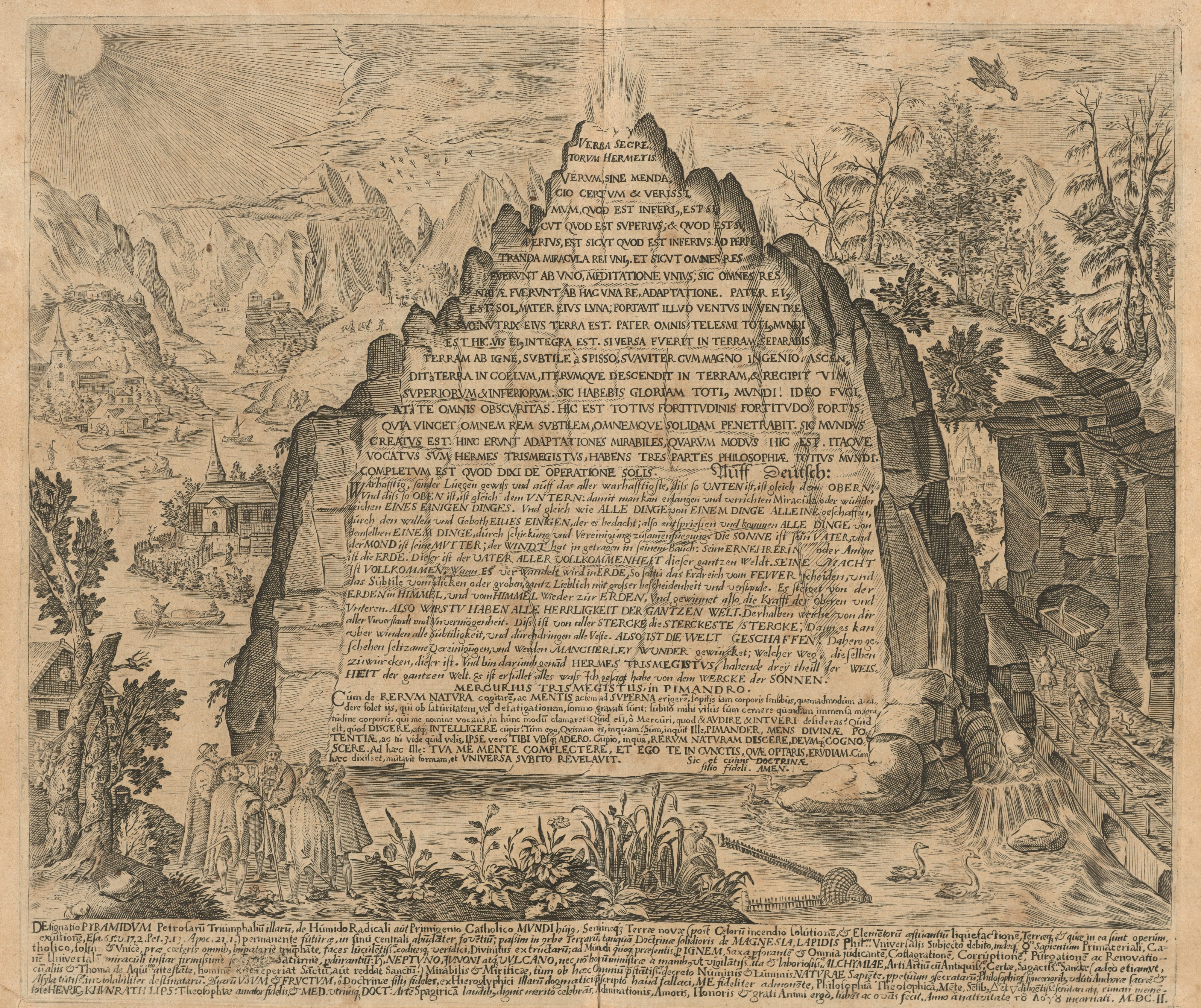
Der Stich zeigt eine lateinisch-deutsche Fassung der Tabula Smaragdina, eingraviert auf einen Felsen, aus einer Ausgabe des Amphitheatrum Sapientiae Eternae des Alchimisten Heinrich Khunrath, Hanau 1609

Die Tabula Smaragdina (betont tábula smarágdina, lateinisch für „smaragdene Tafel“) ist ein traditionell dem Hermes Trismegistos zugeschriebener Text, der die philosophische Basis der Hermetik bildet und als Grundlagentext der Alchemie gilt.
Die Tabula ist einer der berühmtesten Texte alchemistischer und hermetischer Literatur. In den rund zwölf dunklen, allegorischen Sätzen spiegelt sich die Vorstellung eines Zusammenhangs von Mikrokosmos und Makrokosmos. Das was unten ist, ist wie das, was oben ist, und das was oben ist, ist wie das was unten ist, ein ewig dauerndes Wunder des Einen.
Die älteste erhaltene Textversion findet sich im Anhang zu einem arabischen Manuskript des 9. Jahrhunderts. Im 12. Jahrhundert ins Lateinische übersetzt, wurde die Tabula im Mittelalter und verstärkt im Zeitalter der Renaissance von vielen Alchemisten kommentiert und rezipiert. Auch nach Entstehung der modernen Naturwissenschaften blieb ihre Faszination zumindest auf Okkultisten und Esoteriker bis in die Gegenwart ungebrochen.

## Legenden von der Entdeckung der Tafel
Der Legende nach wurde der Text – aufgeschrieben auf zwei Säulen oder Tafeln aus Smaragd – unter einer Hermesstatue im Grab des Hermes, das sich in der Cheopspyramide befunden haben soll, aufgefunden. In anderen Versionen wird erzählt, Sarah, die Frau Abrahams, habe die Tafeln im Grab des Hermes im Tal Hebron in den Händen von Hermes’ Leichnam entdeckt.

## Quellen und Texte

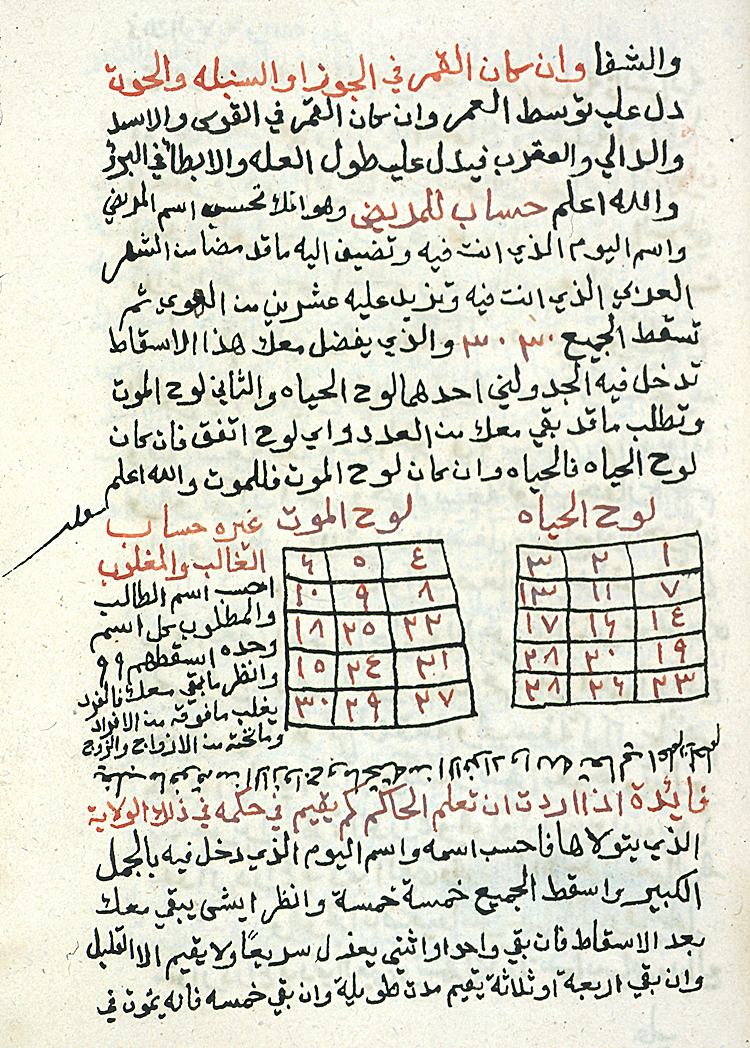
Seite aus dem Secretum secretorum (Kitâb Sirr al-asrâr). Arabische Handschrift
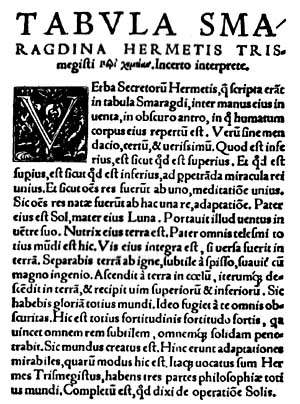
Tabula Smaragdina, Ausgabe Chrysogonus Polydorus, Nürnberg 1541
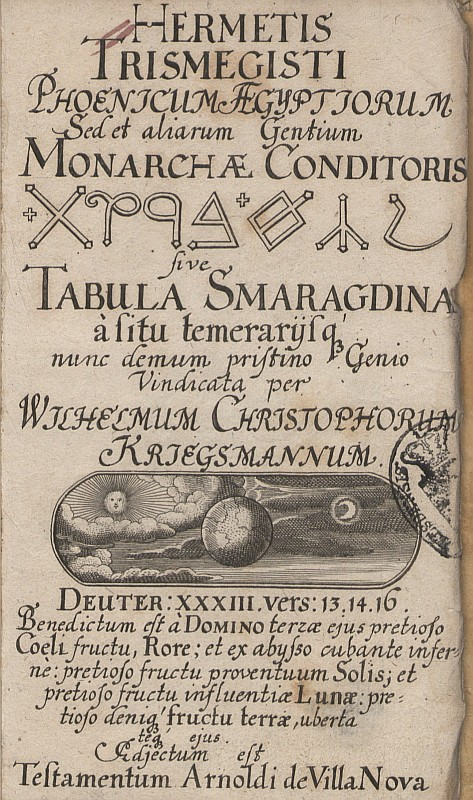
Niederländische Übersetzung, 1657

## Übersetzungen, Kommentare, Rezeption

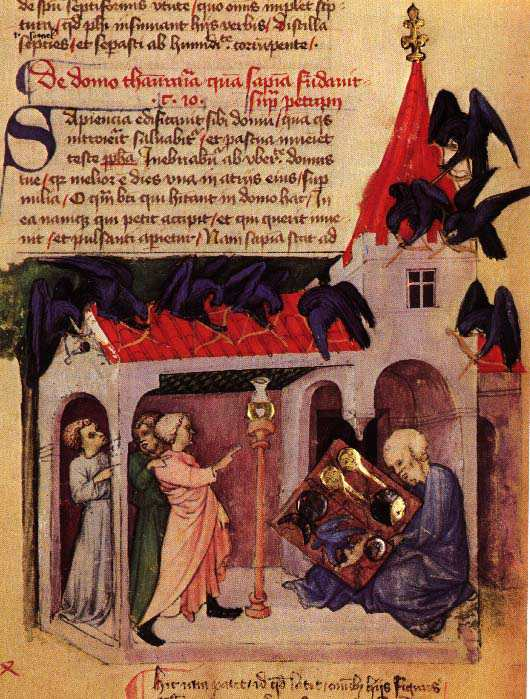
Die Entdeckung der Tabula in Aurora consurgens, Handschrift um 1420

### Renaissance und Zeitalter der Aufklärung

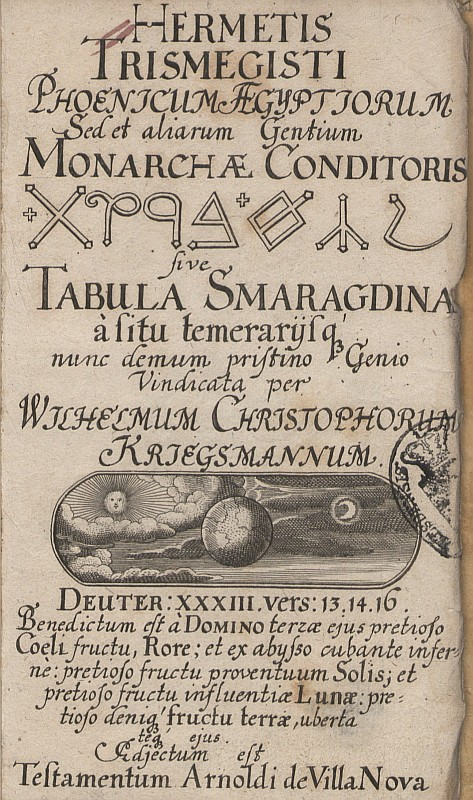
Kriegsmann: Tabula Smaragdina, 1657